# Đóa hồng Bokor
Đóa hồng Bokor (tiếng Khmer: ផ្កាកុលាបភ្នំបូកគោ, tiếng Pháp: Rose de Bokor) là một bộ phim điện ảnh do vương công Campuchia Norodom Sihanouk làm tổng giám chế, được phát hành ngày 14 tháng 11 năm 1969 tại Phnôm Pênh.

## Lịch sử
Thập niên 1960, trong bối cảnh lãnh chiến ngày càng leo thang, vương quốc Kampuchea không tránh khỏi liên lụy. Vương thất Kampuchea dù tuyên bố trung lập nhưng tứ bề bị các thế lực chính trị xung quanh kéo vào cuộc. Vì vậy, quốc vương Norodom Sihanouk quyết định mượn một số sự kiện chính trị có thật từng thiệp đến cuộc đời ông nhằm tố giác âm mưu của những thế lực muốn tước đi ổn định thịnh vượng của Kampuchea.
Ở thời kì này, các bộ phim do quốc vương Norodom Sihanouk trực tiếp chỉ đạo sản xuất đều toát lên những ý niệm rạng ngời về phong tục và bối cảnh xã hội Kampuchea. Xuất phẩm điện ảnh mang danh Đóa hồng Bokor phát hành năm 1969 được quay hầu như chủ yếu tại khu du lịch nghỉ mát Phnom Bokor, địa điểm mà cả Sihanouk và vương khảo thường lui tới trong giai đoạn Đệ nhị thế chiến khốc liệt. Vì thế, câu truyện kể trong này đều hàm nghĩa thông điệp chính trị của vị lĩnh tụ tối cao Kampuchea thời bấy giờ.

## Nội dung
Ngày xảy ra sự kiện Minh Hiệu tác chiến, đại tá Ichiro Hasegawa chỉ huy một đại đội lên Phnom Bokor bắt sống phái bộ chính phủ Pháp hiện nghỉ mát tại đây. Khi tới nơi, toán quân Nhật gặp phải sức kháng cự mãnh liệt của đội vệ binh Pháp, nhưng rồi nhiệm vụ cũng hoàn thành.
Trong những ngày nán lại khách sạn Bokor Palace, Hasegawa có điều kiện tiếp xúc với các nhân vật tiêu biểu trong chính giới Pháp, đặc biệt phải đối đầu với những người thân Pháp bên cạnh những người muốn li khai Pháp để dựa vào Nhật. Viên đại tá cũng nảy sinh tình cảm đặc biệt với một thiếu phụ Pháp gốc Kampuchea tên Rosette, vợ viên sĩ quan vệ binh Pháp hiện bị bắt cùng anh em đồng ngũ.

## Kĩ thuật
Phim được dựng chủ yếu tại thắng cảnh Phnom Bokor và một chút tại thủ đô Phnôm Pênh năm 1969.
Trong phim có mượn giai điệu Gabriel Fauré, Giuseppe Verdi và phim Cầu sông Kwai, do nhạc đoàn điện ảnh Cộng hòa Dân chủ Nhân dân Triều Tiên hòa âm.

### Sản xuất
- Điều phối: Roeum Sophonn
- Dựng ảnh: Ieu Pannakar

### Diễn xuất
- Norodom Sihanouk... Ichiro Hasegawa
- Monique Sihanouk... Rosette Sicot
- René Laporte... Georges Sicot
- Sisowath Poracsi... Sophia Sicot
- Or Pho... Thị trưởng Bokor
- Bruno Jacques Forsinetti
- Norodom Buppha Devi
- Norodom Chansita Forsinetti... Sita
- Spacessi... Chủ khách sạn Bokor Palace
- Yok Hang
- Hamaoui
- Jean Darche
- Ang Khun
- Bour Horl
- Nell
- Ung Paumel

## Văn hóa
Bộ phim này là sản phẩm thứ 8 và được thực hiện ở giai đoạn đỉnh cao trong nghiệp điện ảnh của quốc vương Norodom Sihanouk. Tuy nhiên, do lúc này tại Kampuchea chưa có đội ngũ tài tử điện ảnh chuyên nghiệp nên dàn diễn viên hầu hết là những người thân quen với đức vua. Cho tới thời điểm 2020, đây vẫn là xuất phẩm điện ảnh duy nhất tại Kampuchea có cảnh chiến đấu theo lối hiện đại.
Bộ phim đồng thời mở ra quá trình hợp tác sản xuất điện ảnh trong suốt ba thập niên giữa cá nhân vương công Norodom Sihanouk với chính phủ Cộng hòa Dân chủ Nhân dân Triều Tiên. Do băng phim được nhập khẩu từ Nhật Bản, quay xong lại ráp nối tại Bắc Kinh (Trung Quốc), rồi gửi sang Paris (Cộng hòa Pháp) in tráng. Toàn bộ khâu chỉnh lý âm thanh hình ảnh sau cùng lại được thực hiện tại Bình Nhưỡng (Cộng hòa Dân chủ Nhân dân Triều Tiên) dưới sự chỉ đạo đặc biệt của lĩnh tụ Kim Nhật Thành. Nhờ vậy, khi chế độ Khmer Đỏ lên cầm quyền, bộ phim may mắn thoát khỏi chính sách cực đoan nhằm thiêu hủy văn hóa phẩm. Các cuộn băng sao vẫn nằm tại kho lưu trữ điện ảnh ở Pháp và Bắc Triều Tiên, vô hình trung lưu lại một phần bối cảnh xã hội và các phong tục tập quán Kampuchea thời hoàng kim. Đặc biệt, khu nghỉ mát xa hoa bậc nhất Kampuchea một thời là Bokor Palace mà nay chỉ còn phế tích.
Tuy nhiên, trong xã hội Kampuchea hiện đại cũng có nguồn dư luận chỉ trích quan điểm chính trị mơ hồ của cá nhân Norodom Sihanouk. Cho rằng, ông đề cao tình huống thân Nhật của Kampuchea cuối đệ nhị thế chiến, coi việc dựa vào Nhật vẫn đỡ hơn là ngả theo Pháp. Nghĩa là, phim ngầm chỉ xu hướng bất thân thiện của Norodom Sihanouk với Tây phương (qua hình tượng Đế quốc thực dân Pháp) và mưu cầu sự yểm trợ của các quốc gia "phía Đông" (thông qua hình tượng Nhật Bản).
Năm 2008, hãng Khémara Pictures tái phát hành bộ phim Đóa hồng Bokor qua DVD, có kèm phụ đề Anh ngữ.
|  |  |  |  |  |  |  |